# Erica thomae
Erica thomae är en ljungväxtart som beskrevs av Harriet Margaret Louisa Bolus. Erica thomae ingår i släktet klockljungssläktet, och familjen ljungväxter. Inga underarter finns listade i Catalogue of Life.